# Delta F
O Delta F foi um foguete espacial estadunidense usado como estágio de vários foguetes Delta e foi retirado de serviço em 1987.

## Características
O Delta F foi usado exclusivamente como estágio de outros foguetes da família Delta, como o Delta 0900 e Delta 1910. Usava ácido nítrico e UDMH como propelentes e tinha um pulo de 41,36 kN, com um impulso específico de 280 segundos.